# X Japan
X Japan (エックス・ジャパン ekkusu Japan?) fue una banda de metal japonesa formada en 1977 en Tateyama, por el baterista Yoshiki y el vocalista Toshi. Encuadrados en la escena visual kei, su sonido se basaba predominantemente en una combinación de power/speed metal, la cual se inclinó hacia un sonido más elaborado, melódico y progresivo, con énfasis en elementos sinfónicos. Además de ser uno de los primeros actos japoneses en alcanzar el éxito comercial mientras aún se encontraba en una etapa independiente.
Originalmente llamados X (エ ッ ク ス|Ekkusu), en 1988 lanzaron su álbum de debut Vanishing Vision bajo el sello Extasy Records de Yoshiki un año después de finalizar su formación incluyendo el bajista Taiji, el guitarrista líder Hide y guitarrista rítmico Pata. Lograron un gran éxito en 1989 con el lanzamiento de su segundo y mayor álbum de debut Blue Blood. Después de 1991, Jealousy, Taiji dejó la banda a principios de 1992. Fue reemplazado por Heath y el grupo cambió su nombre a X Japan antes de producir el miniálbum Art of Life (1993), que se compone exclusivamente de la pista de 29 minutos. En 1995, el grupo abandonó la mayor parte de su estética visual kei original en favor de una apariencia más informal y lanzó Dahlia (1996), que al igual que sus dos álbumes anteriores debutó en el número uno. X Japan realizó su último concierto en el Tokyo Dome el 31 de diciembre de 1997, convirtiéndolo en el último de cinco conciertos consecutivos de la víspera de Año Nuevo que el grupo celebró en el estadio.

## Historia

### Época independiente (1977-1988)
En verano de 1977 Yoshiki Hayashi y Toshimitsu Deyama crearon un grupo de música con el nombre de Dynamite en su colegio de la de ciudad de Tateyama en la Prefectura de Chiba, Japón. Yoshiki tocaba la batería y Toshi la guitarra. El grupo versionaba canciones de otros grupos y en 1980 se deshace, pero Yoshiki decide crear otro grupo con el nombre de Noise. El cantante que tenían en el grupo se fue del colegio y Toshi pasó a ser el vocalista. En el tercer año de secundaría, 1982, los otros miembros del grupo también se fueron yendo poco a poco, lo que llevó a Yoshiki a invitar a músicos de otros colegios y el grupo pasó a llamarse X.
En Tateyama no había muchos sitios para tocar, de hecho no había sitios para montar conciertos al aire libre, así que decidieron apuntarse a pequeños locales llamados live houses en que los grupos pequeños como X Japan en ese momento tocan. Yoshiki, Toshi y Terry, que era el guitarrista para entonces, tocaron muchas veces en estos sitios lo que hizo que X ganara mucha popularidad en Tateyama. Como al grupo le faltaba un bajista y otro guitarrista pusieron carteles por la ciudad y finalmente Tomo y Atsushi entraron en el grupo como guitarrista y bajista respectivamente.
Para darse a conocer en las live houses X repartió 1984 una demo llamada I'll Kill You Demo Tape que contenía la primera versión que se tiene constancia de "I'll Kill You" y dos canciones más; "We are X!" y "Stop Bloody Rain". Toshi se peleó con Atsushi y este último abandonó el grupo pero volvió para grabar el primer sencillo que sacaron, "I'll Kill You", lanzado el 15 de mayo de 1985. El sencillo vendió 1000 copias y contenía "I'll Kill You" y "Break The Darkness". La portada del álbum fue diseñada en honor a las víctimas de las bombas atómicas de Hiroshima y Nagasaki.
Un mes después del lanzamiento del primer sencillo, Tomo abandonó el grupo y Eddie entró para sustituirlo. Lanzaron otra demo para darse a conocer, X Live Demo Tape, que contenía un concierto en Kagurazaka Explosion del 26 de junio de 1985. En ella ya se podían escuchar nuevas canciones como "Kurenai", "Endless Dream", "Lady in Tears" o "Stop Bloody Rain", que ya apareció en la primera demo. Ésta fue la primera aparición de "Kurenai" que iría pasando por diversas versiones hasta ser lanzada en el álbum Blue Blood y convirtiéndose en una de las canciones más populares del grupo.
A principios de octubre de ese mismo año Terry, Eddie y Atsushi abandonarían el grupo, su último concierto fue en Kagurazaka Explosion. Taiji, auxiliar desde Prowler, y Hally (exmiembro de Dementia) se unieron al grupo. Su primera aparición fue en la demo Feel Me Tonight Demo Tape. Las dos canciones que contenía la demo ("Feel Me Tonight" y "Stab Me in The Back") fueron cantadas por Hally, quien después de este lanzamiento volvería a Dementia.
En noviembre se lanzó el recopilatorio Heavy Metal Force III en el que X participó con una canción ya fue grabada anteriormente con Atsushi, Terry y Eddie en el grupo, "Break the Darkness". El álbum contenía canciones de otros grupos, como Yokosuka Saber Tiger, del cual era miembro Hide.
Como Taiji había tocado como auxiliar y el resultado había sido bueno, entró a formar parte del grupo como bajista oficial. También entró un nuevo guitarrista Jun (exmiembro de Sqwier). Pero un mes después, Jun y Taiji decidieron formar un grupos ellos solos y abandonaron X, así que Yoshiki contrató a Hikaru como bajista oficial y a Zen como guitarrista auxiliar. Fatima, el grupo que habían creado Jun y Taiji, no iba muy bien, lo que hizo que se separaran y Jun entrase otra vez en el grupo, ahora bajo el nombre de Shu.
Ninguna discográfica quería contratarlos por culpa de su aspecto agresivo y los vestidos llamativos. Esto no detuvo a Yoshiki quien creó su propia productora, Extasy Records, con el dinero que él y su madre consiguieron vendiendo el negocio familiar. En abril de 1986 lanzaron el sencillo Orgasm EP, con las canciones "Orgasm", "X" y "Time Trip Loving". "Orgasm" y "X" serían tocadas casi siempre a partir de entonces. En el momento del lanzamiento los miembros del grupo eran: Yoshiki, Toshi, Hikaru (bajo) y Shu (guitarra).
En octubre, diferencias musicales hicieron que Hikaru y Shu abandonasen el grupo. Hicieron su último concierto el 25 de ese mes. Después de todo esto X se quedó sólo con Yoshiki y Toshi, así que decidieron volver a contratar a TAIJI y consiguieron otro guitarrista auxiliar llamado Kerry. Pero el 30 de diciembre, X encontró un nuevo guitarrista, Satoru, que quitaría el puesto a Kerry. Satoru abandonó X después del primer concierto con el grupo.
En febrero de 1987, X volvió a participar en una recopilación de canciones de grupos indies, Skull Trash Zone Vol. 1, pero como no tenían guitarrista invitaron a Pata para tocar "No Connexion" y "Stab Me in The Back". Pata no podía quedarse en el grupo así que recomendó a Isao para el puesto, convirtiéndose en guitarrista principal de X. Para entonces Yokosuka Saber Tiger se separó y Hide (su guitarrista) entró a formar parte de X después de recibir una llamada de Yoshiki. El 10 de abril, justo antes de un concierto Isao tuvo un accidente de moto. Yoshiki no se detuvo y pidió a Pata que tocara por unos días con X. Una semana más tarde en el Meguro Live Station, Pata sería anunciado como miembro oficial del grupo, con lo que quedaría establecida la formación que seguiría hasta 1992: Yoshiki, Toshi, Hide, Pata y Taiji. Ya llevaban muchos años sacando sencillos y demos y ya era momento de sacar un álbum, así que rápidamente se pusieron a grabar uno, el Vanishing Vision, fue lanzado el 14 de abril de 1988, para celebrar el lanzamiento hicieron un concierto en el Tokyo Nakano Kohkaido en el cual vendieron todas las localidades y empezaron un tour por 24 ciudades llamado Vanishing Vision Tour. Ese mismo año el grupo hizo un cameo en la película Tokyo Pop.

### Salto a la fama (1989-1992)
En agosto de ese año el grupo ya había adquirido fama por todo Japón, y la discográfica Sony se fijó en ellos y llegaron a un acuerdo para empezar a grabar en enero de 1989 su segundo álbum y el primero como mayor. Después de una semanas grabando en los estudios Shinanomachi y Roppongi Studio de Sony, el 21 de abril de 1989 lanzaron el álbum Blue Blood que entró en el sexto lugar de los Oricon. Debido a su éxito, tuvieron que empezar otro tour llamado Blue Blood Tour, un tour más extenso que los hechos anteriormente y que les llevó a más ciudades, así como tener más público. Cuando terminaron el tour, Toshi, Hide, Pata y Taiji se fueron a Nueva York a grabar el videoclip para la canción "Celebration", en que se veían a los miembros del grupo paseando por las calles de la ciudad. Mientras ellos grababan, Yoshiki se fue a París a grabar el videoclip para la canción más larga del álbum, "Rose of Pain". Grabó algunas escenas por la ciudad y luego otras en un castillo de las afueras en La Ferté-Milon.
Un mes después de regresar a Japón el grupo empezó a participar en muchos programas musicales en la televisión japonesa. En Japón no era normal que grupos de música salieran en la televisión, pues no había muchos grupos exitosos como para salir en ella. Una de las canciones que tocaron muchas veces fue "Kurenai" que volvió a ser lanzada en un sencillo el 28 de agosto de 1989 justo unos días antes de empezar un nuevo tour llamado Rose & Blood. En éste, gracias a que X era cada vez más popular, tocaron ya en sitios mayores, un ejemplo es el lugar donde terminaron el tour, el Nihon Budokan en Tokio. Durante este tour Yoshiki sufrió muchos colapsos, esto hizo que se tuvieran que suspender muchos conciertos como el que se había de celebrar en el Shibuya Kohkaido el 24 de noviembre. Ese día empezó a componer "Art of Life". El 1 de diciembre lanzaron el sencillo "Endless Rain".
Tanto el sencillo "Kurenai" como "Endless Rain" se vendieron muy bien y gracias a esto ganaron el premio 1º Lugar del Oricon en sencillos vendidos, también recibieron otros premios como Mejor Artista Debutante en Japón y Artista más Talentoso de Japón.
El 4 de febrero de 1990 se reanudó el Rose & Blood tour ya que Yoshiki se encontraba mejor y ya podía tocar. El 21 de abril sacaron otra canción en sencillo que ya había aparecido en el álbum Blue Blood, Week End, la canción del sencillo contenía algunas mejoras respecto a la versión del álbum, tanto el solo de guitarra como el de batería estaban mejorados y además incluía una pequeña parte acompañada de piano. Un mes después terminaron el Rose & Blood tour con dos conciertos, uno en el Nihon Budokan y uno extra en el Osakajo Hall. X Japan ganó el premio al mejor artista del año.
En noviembre de 1990 todos los miembros del grupo volaron hacia Los Ángeles donde iban a grabar su nuevo disco y tras siete meses de grabación, el 7 de mayo de 1991, terminaron de grabar el álbum Jealousy. Ese mismo día ofrecieron una multitudinaria rueda de prensa en Los Ángeles delante de periodistas japoneses y americanos. Aprovecharon la estancia en Los Ángeles para hacer fotos publicitarias, entre otras cosas. Un mes después, el 5 de junio, volverían a Japón donde en el aeropuerto de Narita les esperaban decenas de fanes y periodistas. Y el 1 de julio fue el día elegido para lanzar el álbum Jealousy donde ya se percibía una ligera evolución del sonido hacia cuotas más suaves que en sus dos anteriores álbumes. Fue número uno en Japón.
Un mes después del lanzamiento empezaron un nuevo tour llamado Violence in Jealousy ~ Yume no naka ni dake ikite que les llevó el 23 de agosto a su primera actuación en el Tokyo Dome. El 11 de septiembre lanzaron un nuevo sencillo, "Silent Jealousy", que ya se había incluido en el álbum Jealousy pero que esta vez apareció junto a una nueva versión de "Sadistic Desire" sin el grito que hay en el principio. El 30 de ese mes fue lanzado en VHS el video Shigeki 2 ~ Visual Shock Vol. 3 Yume no naka ni dake ikite que contenía algunos videoclips de canciones del álbum Jealousy, dos versiones en directo del concierto que hicieron en el Niigata Industrial Center y un video con escenas de otros conciertos con "Say Anything" de fondo.
El 25 de octubre lanzaron el sencillo "Standing Sex/Joker". Con un Yoshiki medio desnudo en la portada, el sencillo contenía dos canciones: "Joker", que ya había aparecido en el álbum Jealousy pero sin las voces del principio, y "Standing Sex" que tenía que haber aparecido en el álbum pero las prisas que tenía Sony Records para lanzar el álbum lo más antes posible hizo que se tuviera que poner "Stab me in the Back" en el álbum y dejar "Standing Sex" para sencillo ya que no la habían terminado de grabar.

### Era X Japan (1993-1997)
Ya era 1992 y el grupo empezaba a hacerse famoso en el extranjero, cuando una discusión entre Taiji y Yoshiki terminó con la salida del bajo del grupo. Rápidamente se pusieron a buscar sustituto por Japón o hasta fuera de Japón, y finalmente Hide el 24 de agosto de ese año llamó a un integrante de Media Youth, Heath, para que se uniera al grupo en sustitución de Taiji. Seis días después de cambiar de bajo, el grupo también cambió de nombre. Gracias a Heath supieron que en América ya había otro grupo con el nombre de X, así que decidieron cambiarlo a X Japan.
En 1993 sacan su primer disco bajo el nombre de X Japan y siendo a su vez el debut de Heath en el bajo. Art of Life, compuesto por una única canción de 29 minutos de duración en su versión de estudio, fue un éxito rotundo en Japón.
El 10 de noviembre de ese mismo salió el sencillo "Tears", balada compuesta por Yoshiki para su padre muerto cuando Yoshiki tenía 10 años, las primeras semanas de su lanzamiento el sencillo estuvo arriba de las listas de ventas japonesas convirtiéndose en una de las canciones más populares del grupo. El 21 de ese mismo mes se lanzó una de las primeras compilaciones del grupo, X Singles, que contenía los sencillos que se habían lanzado con el nombre de X, el álbum además incluía una versión en directo de 20th Century Boy. El 30 y 31 de diciembre volvieron al Tokyo Dome para tocar dentro del llamado X Japan Returns. Se tocó Art of Life dos veces y Silent Jealousy hizo su última aparición.
En 1994 lanzan un nuevo sencillo, Rusty Nail, canción que más tarde sería lanzada en álbum Dahlia. Desde que se tocó por primera vez la canción fue tocada en casi todos los conciertos de X Japan incluido el The Last Live. El sencillo entró en el primer lugar de las listas de ventas japonesas.
El 20 de mayo de 1994 el grupo participó en un concierto benéfico llamado The Great Music Experience que se celebró en el templo Tōdai-ji en Nara, Japón con el apoyo de la Unesco. En él participaron otros artistas como Bob Dylan, Bon Jovi y INXS. El concierto fue retransmitido a más de 50 países y tuvo como productor de sonido a George Martin.
Las noches del 30 y 31 de diciembre de ese año el grupo volvió a tocar en el Tokyo Dome y repartió una demo de Longing a los asistentes. Después, los miembros continuarían con sus carreras en solitario.
El 1 de agosto se lanzó el sencillo Longing ~ Togireta Melody y en diciembre Longing ~ Setsubou No Yoru. Los dos sencillos contenían la misma música pero con letra diferente. Setsubou No Yoru incluyó también una versión recitada por Yoshiki. En noviembre de 1995 decidieron empezar su nuevo tour, el Dahlia Tour. Pronto empezarían los problemas debido al mal estado de salud de Yoshiki lo que hizo cancelar ciertos conciertos para volver a tocar la noche de Navidad en Kobe, en un concierto de caridad para la gente que murió el 17 de enero de ese año en el terremoto de Kōbe. Los dos últimos días del año volvieron a tocar en el Tokyo Dome.
El 26 de febrero de 1996 sacan un nuevo sencillo, Dahlia, esta canción posteriormente daría nombre a su nuevo álbum. Ésta sería una de las últimas, si no la última, canción no balada que compuso Yoshiki para el grupo. Unos meses más tarde, el 8 de julio, lanzarían en sencillo la que es considerada por Toshi "la más grande canción de amor de Yoshiki" y la más famosa del grupo, Forever Love. El sencillo entró en el primer lugar de ventas en Japón así como también el que lanzaron el 26 de agosto de ese año, Crucify my Love.
Y el 4 de noviembre de 1996 fue el día elegido para lanzar el que sería el último álbum del grupo, Dahlia, donde las baladas predominarían respecto a las canciones fuertes. El álbum incluía la mayoría de sencillos lanzados desde 1993 hasta la fecha del lanzamiento. Ese mismo mes empezaron un nuevo tour terminando con un concierto en el Tokyo Dome el último día del año. El 19 de noviembre se lanzó el sencillo Scars.
1997 sería el último año que X Japan pisaría el escenario. En abril de ese año, Toshi le comunicó a Yoshiki que dejaba el grupo. Las razones en ese momento, y la versión oficial fueron que Toshi estaba feliz con su vida de recién casado y en X Japan tenía que cantar canciones de mucha tristeza. La realidad es que sufrió un lavado de cerebro por la secta liderada por Masaya Kurabuchi (Home of Heart). Todas estas experiencias, los abusos y robo de todo su capital, las contó años después en su libro. una vez que consiguió salir de la influencia de Home of Heart.
Toshi era el cofundador del grupo, vocalista y un icono del grupo, era imposible reemplazarlo así que el 22 de septiembre de 1997 en una rueda de prensa, sin Toshi, el grupo anunció que el 31 de diciembre de 1997 haría su último concierto ya que el grupo se disolvía. Toshi se enteró de esta noticia un día después por la prensa. La conferencia fue retransmitida en casi todos los canales de Japón y en la calle grupos de gente se organizaban para escuchar lo que decía Yoshiki, la disolución del grupo fue un golpe muy duro para muchos fanes, ya que X Japan estaba en su mejor momento.
El 25 de diciembre se sacó el Star Box, que contenía dos álbumes, Dahlia y Art of Life, que luego serían sacados en disco de oro. Este mismo día también se hicieron dos lanzamientos más, el X Single Atlantic Years (recopilación de sencillos lanzados bajo el nombre de X Japan) y el Special Box, con el mismo contenido pero con versiones en karaoke.
Y finalmente el 31 de diciembre de 1997 se realizó el último concierto del grupo. El concierto siguió la línea de los hechos en el Dahlia Tour y se tocaron casi las mismas canciones, ya que no hubo mucho tiempo para planificar el concierto. Cuando terminaron el concierto fueron directamente a tocar otra vez Forever Love para un programa de la televisión japonesa.

### Después de X Japan y la muerte de hide
El primer lanzamiento que hubo después del The Last Live fue un bootleg de un concierto del 12 de abril de 1995 en Hokkaido. El 18 de marzo de 1998 se lanzaron The Last Song (última canción del grupo) y Art of Life Live.
Después de la disolución del grupo, Hide continuó su exitosa carrera en solitario con el grupo recién formado hide with Spread Beaver, Pata tocó en alguna ocasión. Toshi también siguió su carrera solitaria, actuando en pequeños locales, locales sociales, tocando para gente grande, etc. Siempre con la colaboración de Masaya.
Yoshiki y hide tenían la idea de resucitar X Japan en el año 2000, pero todas estas ilusiones se fueron cuando el 2 de mayo de 1998 la compañera de piso de Hide lo encontró muerto en su apartamento de Tokio después de una larga noche bebiendo. La noticia commocionó a todo Japón y diversos fanes se intentaron suicidar, dos de ellos lo consiguieron. Tanto su fallecimiento como su funeral fueron anunciados en todas las partes del mundo pues Hide era todo un símbolo en la música rock.
El funeral se celebró en el templo budista de Tsukiji Hongan-ji en Tokio el cinco de mayo. Casi 30 000 personas fueron a él. Las calles se cerraron y la policía tuvo que desplegar helicópteros, 100 agentes y 170 guardias de seguridad para controlar a la multitud. En el funeral Yoshiki, Toshi, Pata, Heath y Taiji se unieron para tocar Forever Love. Para el final del día hasta 40 personas fueron hospitalizadas por diversas heridas en el funeral. Yoshiki aun así continuó con su carrera solitaria, aunque estuvo muy marcada por la muerte de Hide, ya que después de ella prometió no volver a tocar la batería.
El 25 de mayo se lanzó el álbum X Japan on Piano donde Yoshiki toca diversas canciones, la mayoría baladas, en piano. La muerte de Hide obligó a lanzar algunos discos en su memoria, así que el 22 de julio de ese año se sacaron dos discos de oro, Forever Love y de Scars, una canción de amor y una canción de Hide para recordarlo, junto a esto se lanzó el  Gold Disc Monument que incluía las mismas canciones pero con una portada hecha con oro.
El 30 de enero de 1999 se lanzó el Star Box, compilación que incluía algunos directos y versiones remasterizadas de canciones lanzadas en los álbumes Blue Blood y Jealousy. El 24 de febrero de ese mismo año el  Perfect Best una compilación también en recuerdo a Hide. De regalo contenía un libro con pegatinas, la historia del grupo, una entrevista con Yoshiki y algunos videos como una versión en anime de Rusty Nail.
Dos años después de la muerte de hide, Junichiro Koizumi empezó una campaña para que se abriese un museo en honor a Hide. El exministro japonés es un fan reconocido del grupo, y su ilusión se cumplió durante el año 2000 con la apertura del hide museum en Yokosuka.
El 30 de mayo de 2001 salió a la venta la versión en CD del Last Live. Más tarde sería lanzado la versión en video. Dos meses más tarde se lanzó otra reedición de Forever Love. Mientras tanto también se iban lanzando en DVD videos que ya habían sido lanzados en VHS anteriormente.
Heath, Pata y I.N.A, miembro de Hide with Spread Beaver fundaron ese año el grupo Dope Headz con el que sacaron algunos sencillos y un álbum, pero cesaron sus actividades en 2001. A partir de ese momento Heath se dedicó especialmente a su carrera solitaria, tocando a veces con otros grupos, y Pata formó el grupo Ra:In. En 2002 se lanzó Trance X, álbum que contiene las canciones más populares de X Japan remasterizadas por DJ.
En abril de 2004 se lanzó el primer lanzamiento americano de X Japan, X Japan Best.
En agosto de 2006 se anunció que Yoshiki empezaría un nuevo proyecto junto a Gackt, y más tarde se confirmó que Sugizo (Luna Sea) también formaría parte de esta grupo.
En junio del año 2007 en un evento organizado por Yoshiki en E.U.A. en el cual tocaron 9 bandas se presenta a Miyavi como 4.º integrante del proyecto.

### La vuelta del grupo
Tres días antes de lanzarse nuevas versiones de Jealousy y Blue Blood, el 11 de febrero de 2007 se anunció un posible regreso de X Japan. Toshi confirmó en su sitio oficial que después de que el mánager del grupo le preguntara varias veces si aceptaba la idea de un regreso, finalmente aceptó. Además confirmó que todos los otros miembros habían dado su apoyo. Unos días más tarde, se supo que "Home of Heart", una compañía a la cual Toshi está unido, había sido condenada a pagar varios millones de yenes por una demanda y desde la prensa japonesa se anunció que podía poner el peligro la reunión pero rápidamente Toshi salió en su sitio diciendo que todo era mentira y que estaba muy contento de volver a ver a todo el grupo.
El 21 de marzo en un comunicado en su sitio web Toshi anunció que días antes había viajado a Los Ángeles para reunirse con Yoshiki, 10 años después de que los dos se separaran. Toshi comentó que durante esa estancia cantó una canción que Yoshiki compuso después de la muerte de Hide. La canción fue Without You, originalmente incluida en el álbum Eternal Melody II de Yoshiki. También confirmó que el proyecto de la reformación del grupo empezaría pronto. En mayo declaró a la prensa japonesa que la reunión estaría programada para diciembre del 2007.
El 4 de junio, Yoshiki anuncia el regreso del grupo. La actividad comenzaría con un nuevo tour y la grabación de un nuevo sencillo. El tour empezaría en Los Ángeles antes de finalizar 2007 y serviría de promoción al sencillo Without You. Without You sería cantada por Toshi y lanzada en homenaje a Hide. Pata y Heath también se han unido al proyecto y el puesto de guitarrista (anteriormente a cargo de Hide) sería ocupado en los conciertos por más de 10 guitarristas.
A principios de octubre se especuló que el grupo podría tocar el tema principal de Saw 4 después de que Lionsgate publicará las notas de producción mencionando a X Japan como intérprete del tema "I.V.". El 18 de octubre se anuncia de manera oficial el regreso del grupo en un comunicado web. X Japan tocó en el Aqua City de Odaiba el día 22 de octubre encima de una azotea. Ésta actuación sirvió para grabar el videoclip de la canción I.V., la cual además incluye grabaciones de guitarra hechas por hide antes de su muerte.
El 20 de enero se anuciaron dos fechas para el Tokyo Dome previstas para el 28 de marzo (Noche de Destrucción) y el 30 (Noche de Creación). Un tercer concierto fue añadido más tarde el día 29 (Noche de Locura) debido a la rápida venta de las entradas. El primer concierto fue retransmitido por la cadena de pago WOWOW y los dos siguientes por el canal en línea DMM, esperándose un lanzamiento en DVD pronto. Los guitarristas invitados que tocaron con X Japan fueron Wes Borland de Limp Bizkit, Richard Fortus de Guns N' Roses y Sugizo de Luna Sea, así como el uso de grabaciones ya existentes de hide y un holograma presente durante la actuación de Art of Life. Fortus y su compañero en Guns Robin Finck ya habían versionado Endless Rain durante algunos conciertos del grupo en Japón en 2007.
La muestra posteriores fueron sin dificultades y durante una conferencia de prensa, los planes para un concierto en París, Francia el 5 de julio de 2008 se anunció, con una audiencia de 20.000 personas. Además de la fecha de París, planes para conciertos en el Madison Square Garden, de Nueva York el 13 de septiembre, y en el Taipei World Trade Center, el Taipéi el 2 de agosto se confirmó también.

### Septiembre de 2008-enero de 2009: Los retrasos
El 8 de junio de 2008 se informó de que todos los espectáculos programados previamente se aplaza hasta nuevo aviso, debido a la recurrencia de la hernia discal de Yoshiki. Los conciertos de París y Taipéi fueron reprogramada para el 22 de noviembre de 2009.
El 15 de septiembre de 2008, Yoshiki realizó una conferencia de prensa en Tokio, donde anunció una nueva canción de X Japan dentro de sus trabajos. Conciertos de Navidad y Año Nuevo 2008 de la víspera se anunció también. Después de la conferencia Yoshiki se fue de gira promocional a través de Asia. [50] El 7 de noviembre el sitio web de venta de entradas Francesa Avot, anunció que la venta de entradas previstas para el show en París sería cancelado. Más tarde ese día, X Japan lanzó un comunicado de prensa a través de su sitio web en francés pidiendo disculpas por el segundo aplazamiento y anunció que la muestra prevista de Navidad es probable que sufren un destino similar.A principios de enero, la había anunciado la fecha del Concierto en Taiwán fue aplazado por segunda vez, con la dirección de la banda, citando a un problema de seguridad posibles que afecten a la sede de la razón. El 31 de diciembre de X Japan realizó el rendimiento de su fin de año de cuenta atrás en el Blitz de Akasaka, realizando un set list que incluye mayores material y anunció sus planes para el próximo año.
El 15 de enero la banda llegó a Hong Kong antes de su presentación el 16 y 17 de enero. El 1 de mayo, Sugizo se unió oficialmente a X Japan. El anuncio explicó que Sugizo se une como el sexto miembro, y no como un reemplazo para el fallecido guitarrista hide. El hide Memorial summit tuvo lugar el 2 y 3 de mayo, con numerosas actuaciones tales como Dir en grey y de Oblivion Dust, bandas como Phantasmagoria y Luna Sea incluso reunió por un día para llevar a cabo. El 30 de mayo de 2009, la banda hizo su primer show en vivo con Sugizo en Taiwán.

### 2010 - 2011: Gira Mundial y Anuncio de Nuevo Disco
El 9 de enero de 2010, la banda hizo su primera aparición pública EE. UU. por disparos de cuatro videos musicales en Hollywood. Los cuatro videos fueron de Rusty Nail, Jade, Endless Rain y IV. En febrero, Yoshiki confirmó que X Japan se presentará en Lollapalooza en agosto. Más tarde ese mes, Yoshiki anunció en una conferencia de prensa que la banda se trasladará a Los Ángeles, CA. con un concierto en proyecto para un "simple" lugar en el área de Los Ángeles con motivo del Primer Show de la banda en Norteamérica. También se ha anunciado un 6° álbum en trabajo y que se espera que sea lanzado en otoño.
El 1 de julio, la banda apareció en el Club Nokia en Los Ángeles, donde realizó una versión acústica de "IV", y grabó un video musical de una canción nueva, "Born to be Free". También dio a conocer un nuevo video musical de Rusty Nail. El 4 de julio, los dos miembros Líderes de la banda: Toshi y Yoshiki (en el piano), apareció en París en la Japan Expo 2010, donde se presentaron algunos de sus éxitos como "IV" y "Rose of Pain".
Durante el mes siguiente, X Japan y Yoshiki aparecieron en numerosos periódicos y sitios web, tales como ABC News, el diario Los Ángeles Times y Chicago Sun-Times, además se presentó en el Lollapalooza en el Grant Park, Chicago el 8 de agosto. En los días siguientes, Yoshiki hizo una entrevista al Q & A del Times de Nueva Phoenix y fue entrevistado por ABC News.
El 14 y 15 de agosto del 2010, la banda realizó un show de dos días en el Nissan Stadium, el estadio más grande de Japón. Se informó que más de 100.000 aficionados asistieron a los dos conciertos con algunas estimaciones tan altas como 140.000 en asistencia. Taiji tocó la canción "X" como invitado en el concierto.
El 16 de septiembre, el nuevo sencillo de "Jade", fue lanzado para el streaming en su página web.
25 de septiembre al 10 de octubre de X Japan realizó su primera gira por América del Norte cada vez con fechas en Los Ángeles, Oakland, Seattle, Chicago, Vancouver, Toronto y Nueva York.
Yoshiki anunció en una entrevista que el nuevo álbum X Japan sería Lanzado en 2011.
El 22 de febrero del 2011 Yoshiki también anunció, mediante su página para móvil, una gira mundial para el 2011 en Europa y Latinoamérica especialmente en México, Argentina, Brasil, Perú y Chile.

## Integrantes
- Yoshiki "Yoshiki" Hayashi (林佳樹 Hayashi Yoshiki?) - piano y batería, Líder de la Banda
- Toshimitsu "Toshi" Deyama (出山利三 Deyama Toshimitsu?) – voz.
- Tomoaki "Pata" Ishizuka (石塚智昭 Ishizuka Tomoaki?) - guitarra.
- Sugihara "Sugizo" Yūne (杉原 有音 Sugihara Yūne?) - guitarra y Violín.

### Miembro eterno
- Yasushi "Taiji" Sawada (沢田泰司 Yasushi Taiji?) - bajo (hasta 1992) (miembro eterno) (fallecido en 2011).
- Hideto "hide" Matsumoto (松本秀人 Matsumoto Hideto?) - guitarra (miembro eterno) (fallecido en 1998).
- Hiroshi "Heath" Morie (森江博 Morie Hiroshi?) - bajo (miembro eterno) (fallecido en 2023).

### Integrantes anteriores
- Atsushi (Atsushi Tokuo) - bajo (1985).
- Eddie - guitarra (1985).
- Hally (Yoshifumi Yoshida) - guitarra (1985).
- Hikaru - bajo. (1986).
- Isao - guitarra (1987).
- Jun (Hisaishi Takai) - guitarra (1985~1986).
- Kerry - guitarra (1986).
- Satoru - guitarra (1986).
- Terry (Yuji Izumisawa) - guitarra (1983~1985).
- Tomo (Tomoyuki Ogata) - guitarra (1984~1985).
- Zen (Zenon) - guitarra (1985~1986).

## Look y estilo musical

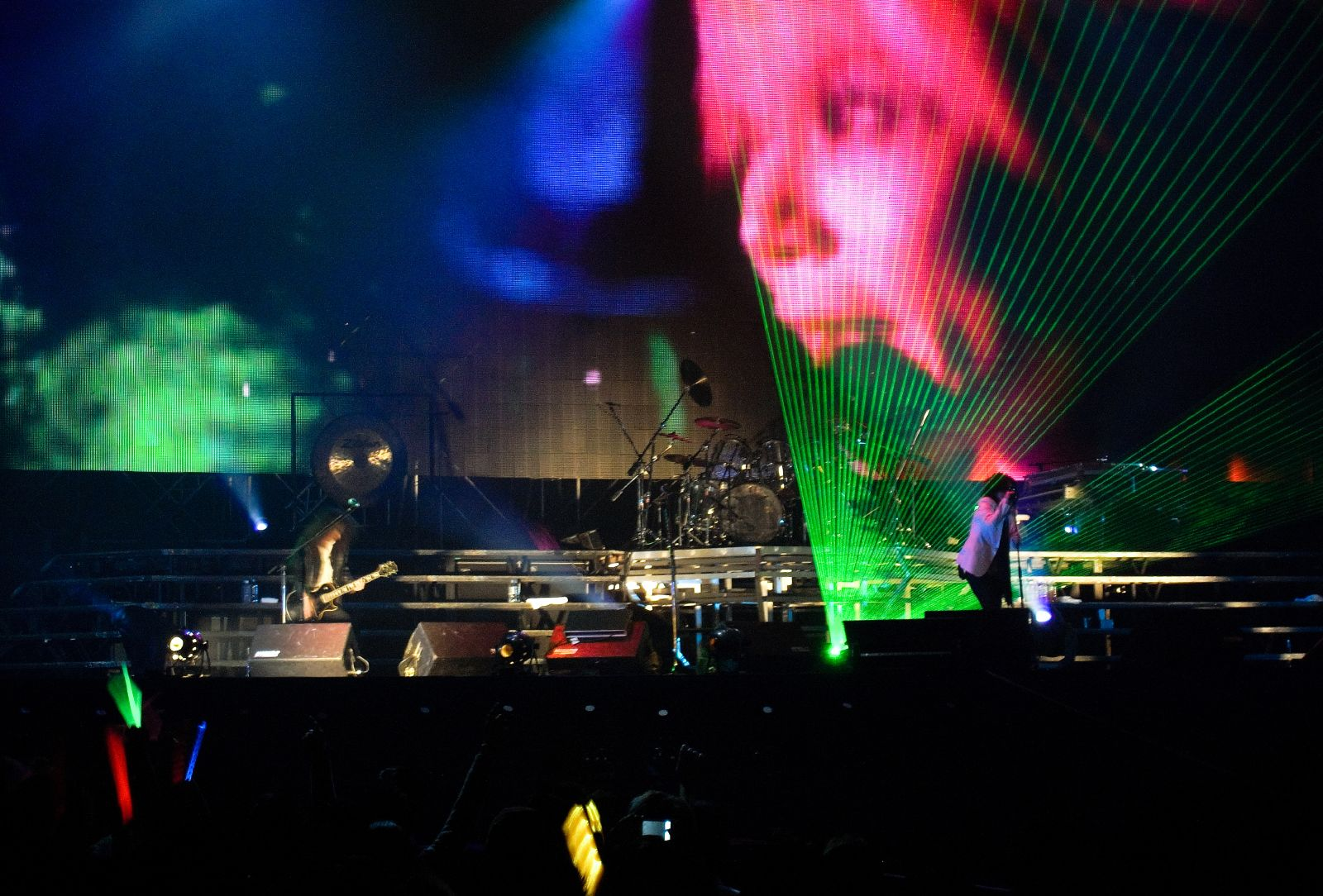
X Japan actuando en vivo en Hong Kong el 16 de enero de 2009, con una imagen en la pantalla de su compañero fallecido Hide (Hideto Matsumoto).

Inspirados por los norteamericanos Kiss, los miembros de X adoptaron un look provocador y extravagante. La puesta en escena y el aspecto visual, ocupan un lugar importante dentro de las representaciones del grupo (tanto en los conciertos como en los videoclips). De X Japan, se suele decir que formaron parte de la corriente Visual kei, sin embargo, esto es ampliamente discutido. Si bien, a fines de los '80, ya existían bandas que compartían muchos elementos relacionados con dicha corriente, como Luna Sea o D'erlanger, el término Visual kei comenzó a difundirse a mediados de los años 1990.
El grupo, es apreciado, sobre todo, por su versatilidad en la composición musical. Desde el metal más violento, hasta las baladas más melancólicas, X Japan sabe extraer lo mejor de cada uno de los miembros, con el fin de lograr el mejor resultado posible. Durante los dieciséis años de reinado sobre la escena musical japonesa, X Japan evolucionó, tanto en el aspecto visual (abandonando los miembros poco a poco la estética tan extravagante que les caracterizó durante sus primeros años), como en el aspecto musical (cada vez fueron predominando más las canciones tranquilas). Entre los géneros tocados por X Japan, se incluyen el speed metal (en su época inicial), thrash metal (en el álbum Blue Blood), power metal y glam metal (en el álbum Jealousy) y otros géneros en Art of Life y Dahlia.
X Japan, es el autor de "Art of Life", la obra cumbre del grupo y calificada por algunos como una de las mejores canciones del metal y del rock japonés. Tiene la particularidad de durar media hora, donde tienen cabida todos los elementos característicos del grupo: una batería rápida a cargo de Yoshiki, la personal voz de Toshi tomando el protagonismo en ciertos momentos, para después cedérselo a uno de los dos solos de guitarra, a cargo de Hide, y junto a todo ello, un solo de piano o el acompañamiento de una orquesta. Todos estos elementos, iban alternándose entre ellos para conseguir cambios de ritmo que evitasen que la canción resultase aburrida y consiguiera mantener la atención del oyente. Como curiosidad, cabe destacar que, toda la letra de la canción está escrita en inglés. "Art of Life", fue interpretada a finales de 1993, y con la separación del grupo y la muerte de hide, pudieron ser las primeras y últimas veces. Pero a la vuelta del grupo, en un concierto el 28 de marzo del 2008 transmitido por la cadena WOWOW, fue tocada en vivo nuevamente, hasta que Yoshiki sufrió un colapso físico.
La mayoría de las partituras de X Japan, son compuestas por Yoshiki, siendo Hide el otro componente que más colaboró en las tareas de composición, con canciones como "Scars" o "Miscast" (esta última compuesta junto a Toshi), Taiji, también compuso algunas canciones, como "Desperate Angel" o "Voiceless Screaming", y durante la era independiente, Jun, uno de los guitarristas, compuso canciones como "Time Trip Loving". En general, los temas principalmente abordados por X en sus canciones son la tristeza, el amor, el suicidio y la muerte.

## Conciertos
X Japan siempre se caracterizó por espectaculares conciertos. Cuando empezaron, debido a la falta de dinero, el grupo iba a pequeños locales pero rápidamente ya fueron pasando a festivales culturales no sólo de su ciudad si no ya en la provincia de Chiba, en esa época incluso alguna demo que lanzaron contenía un concierto, y hasta algunas canciones como Endless Dream sólo fueron tocadas en conciertos y nunca grabadas en estudio.

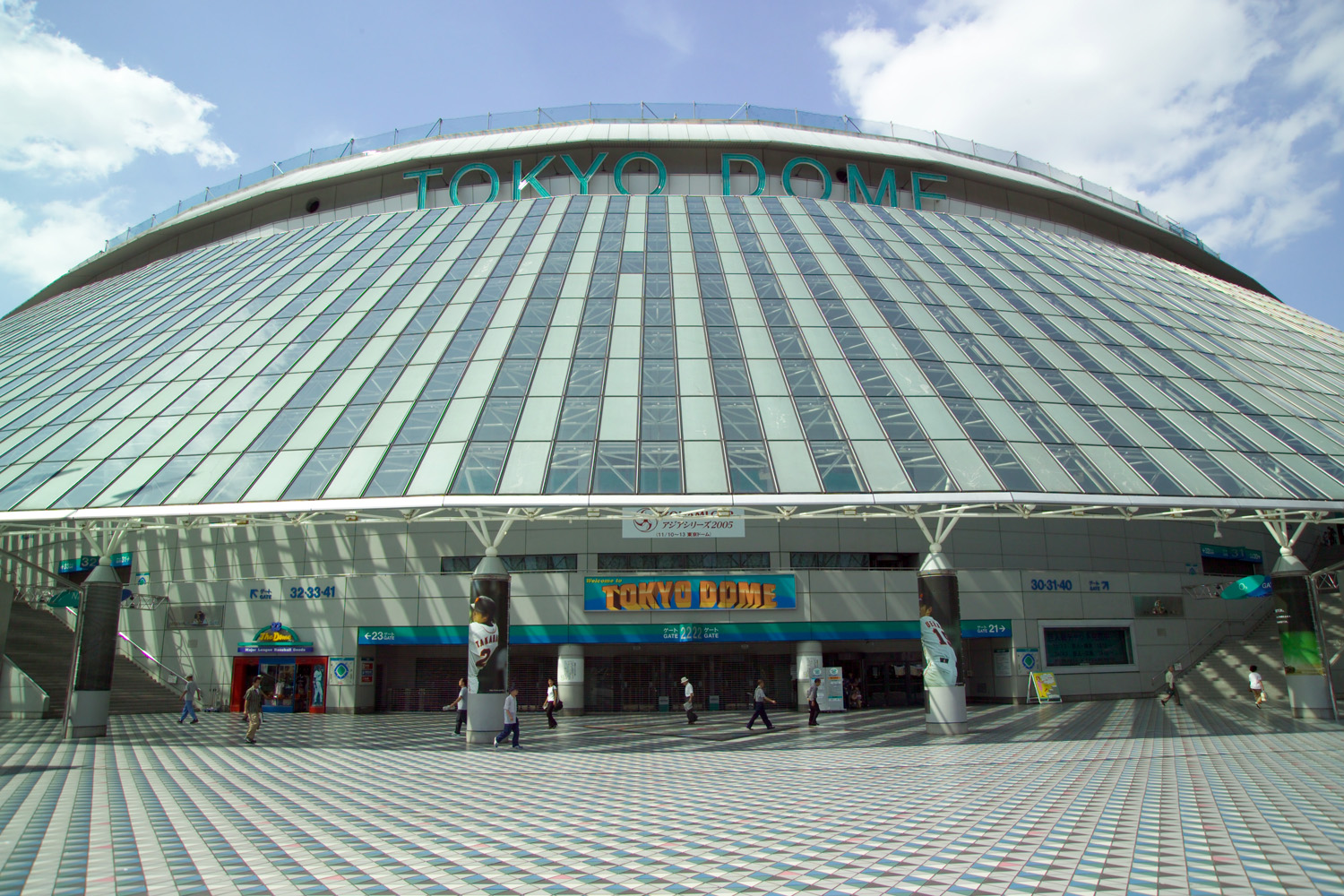
El Tokyo Dome fue escenario desde 1991 de la mayoría de los grandes conciertos del grupo.

Tanto en los eventos culturales como en los locales que tocaban, el grupo era muy agresivo y rompían todo lo que tenían por delante, rompían los instrumentos (cosa que más tarde también se continuaría haciendo), lanzaban cosas al público, etc. X JAPAN se había convertido en una de los grupos independientes más odiados y se le prohibió la entrada en muchos sitios, y muchos otros grupos solían decir que no querían tocar en sitios donde X Japan hubiera tocado.
Pero el grupo cada vez se iba haciendo más popular por Japón y dejaron de tocar en live houses para ya empezar a tocar en estadios y en eventos al aire libre o concentraciones de diversos grupos japoneses. A partir de 1988 también empezaron a tocar en programas musicales japoneses como Music Station donde aparecieron muchas veces, otro de los programas televisivos que iban era el NHK Kouhaku Utagasen donde tocaron casi todos los fines de año. El grupo había cambiado completamente su aspecto musical y visual, y esto también se notó en sus actuaciones en las que ya no lanzaban cosas al público ni eran tan agresivos con el público pero seguían tocando fuerte, un ejemplo son las diversas veces que el grupo tuvo que suspender o parar algún concierto debido a que los miembros se hacían daño. Yoshiki se lesionó muchas durante el Rose & Blood tour y el Dahlia Tour, llegando hasta a colapsar de cansancio o dolor, Heath también ha sufrido daños igualmente TOSHI.
El último concierto del grupo antes de su receso fue el 31 de diciembre de 1997 en el Tokyo Dome después de haber tocado en este estadio durante seis años casi siempre las dos últimas noches del año.
Posteriormente, durante su regreso, han tocado en vivo en lugares como el mismo Tokyo Dome, el estadio Budoukan, e incluso en otros lugares de Asia como Hong Kong y Taipéi.
En 2011 realizó una gira por Latinoamérica, comenzando por Santiago de Chile, el 9 de septiembre; Sao Paulo, Brasil, el 11 de septiembre; Buenos Aires, Argentina, el 14 de septiembre; Lima, Perú, el 16 de septiembre y Ciudad de México, el 18 de septiembre.

### Canciones versionadas
X Japan versionó diversas canciones en sus conciertos y en el álbum Blue Blood hicieron un cover de «The World Anthem» de Frank Marino que fue usada como introducción en muchos de los conciertos de X Japan. Las canciones que versionó el grupo en sus concierto son:
- «20th Century Boy» (T-Rex): esta canción la tocarían en casi todos sus conciertos desde que Hide se unió al grupo hasta que Taiji lo dejó aunque en el X Japan Film Gig ~Visual Shock~ con Heath ya en el bajó también se tocó. A veces a la hora de tocar esta canción los miembros se intercambiaban los instrumentos siendo hide el vocalista, Toshi el baterista, Yoshiki y Taiji guitarristas y Pata en el bajo.
- «Smoke on the Water» (Deep Purple): popular canción que tocaron el 19 de junio de 1986 como introducción en su concierto en el Meguro Rokumeikan. Más tarde sería tocada por Taiji en sus solos de bajo durante el Rose & Blood tour.
- «Ace of Spades» (Motörhead): la tocaron solo una vez el 19 de octubre de 1991 el tercer día de los tres conciertos que X Japan hizo en el Nissin Power Station. Al tocar esta canción también intercambiaron sus instrumentos aunque esta vez era: Hide el vocalista, Toshi y Yoshiki en la guitarra, Taiji en la batería y Pata en el bajo.
- «Anarchy in the UK» y «God Save The Queen» (Sex Pistols): se tocó el mismo día que Ace of Spades y en los Extasy Summit. También se intercambiaron los instrumentos.
- «Burn» (Deep Purple): otra cover de Deep Purple esta vez tocada en los inicios del grupo, cuando aún se llamaban Noise, concretamente en 1982 en la Noise Audition Live en Chiba.
- «In the Mirror» (Loudness): la tocaron también en Chiba al 1983 dentro del festival Awa Koukou Jitai Bunka Matsuri, X Japan tocó la versión en japonés.
- «Killers» (Iron Maiden): el mismo día que tocaron In the Mirror.
- «Born to Be Wild» (Steppenwolf): famosa canción de Steppenwolf que X Japan tocó algunas veces en medio de los largos solos de guitarra de Orgasm. Se tocó por última vez el 6 de enero de 1992.
- «Highway Star» (Deep Purple): tocaron esta canción ciertas veces en sus inicios.
- «Rock and Roll» (Led Zeppelin): X Japan tocó «Rock and Roll» en 1982 junto a Burn.
- «Tragedy» (Hanoi Rocks): versionaron esta canción de Hanoi Rocks en 1988 y 1989 junto a Kyo (ex-Saber Tiger).

## Influencia de X Japan
A lo largo de los años, X Japan se ha convertido en uno de los grupos más influyentes de Japón, lo que ha dado lugar a ciertas referencias en la cultura popular, ya sea de parte del mismo grupo o de sus miembros.

## Discografía
Álbumes de estudio
- Vanishing Vision (14 de abril de 1988)
- Blue Blood (21 de abril de 1989)
- Jealousy (1 de junio de 1991)
- Art of Life (20 de agosto de 1993)
- Dahlia (4 de noviembre de 1996)

## Premios
| Año  | Premio                           | Categoría                           |
| ---- | -------------------------------- | ----------------------------------- |
| 1989 | Japanese Cable Grand Prize       | Mejor Artista Debutante en Japón    |
| 1989 | Japanese Cable Grand Prize       | Artista más Talentoso de Japón      |
| 1989 | Premios Oricon 1989              | Premio a los sencillos más vendidos |
| 1990 | Japanese Gold Record Grand Prize | Artista del año                     |
| 1991 | Japanese Gold Record Grand Prize | Mejor video musical                 |
| 1992 | Japanese Gold Record Grand Prize | Mejor álbum escrito                 |